# Långfotad slöjskivling
Långfotad slöjskivling (Hypholoma elongatum) är en svampart som först beskrevs av Christiaan Hendrik Persoon, och fick sitt nu gällande namn av Ricken 1915. Långfotad slöjskivling ingår i släktet Hypholoma,  och familjen Strophariaceae.  Arten är reproducerande i Sverige. Inga underarter finns listade.

## Källor

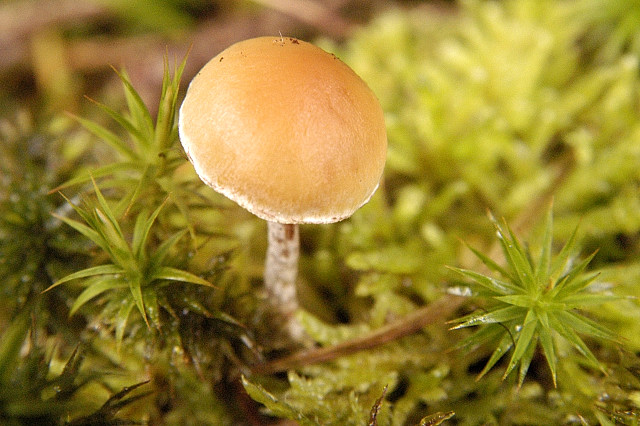
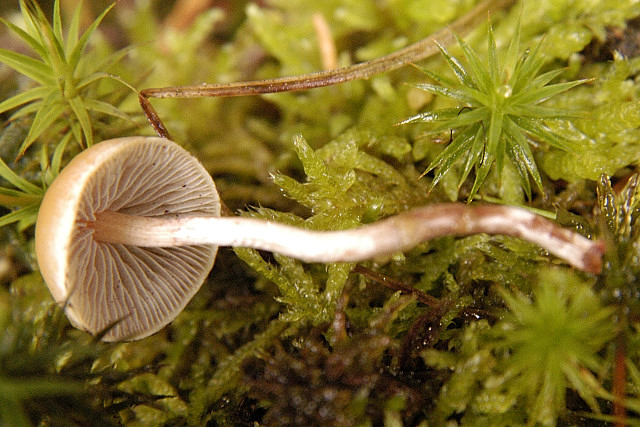